# Miskolc kapui

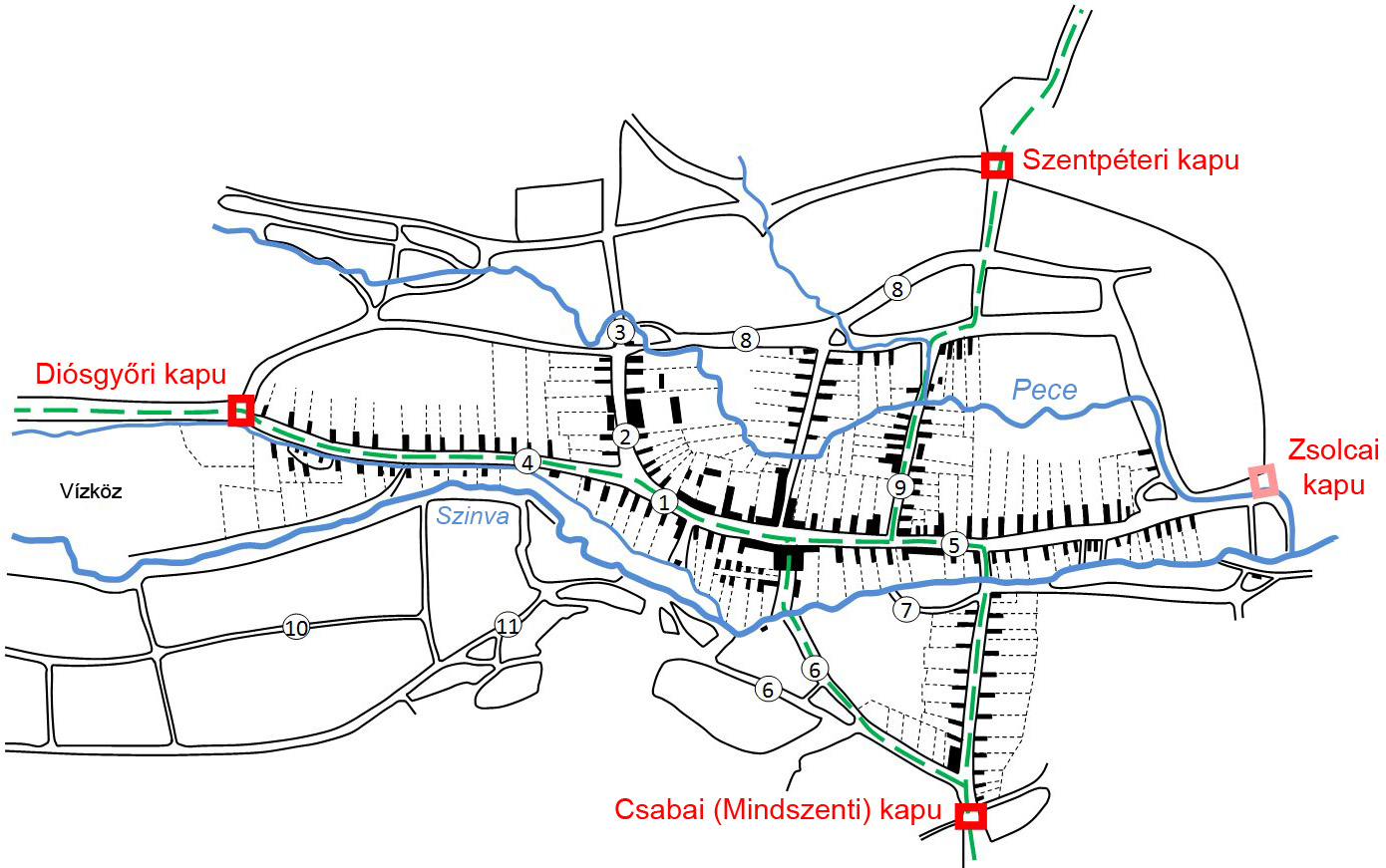
Miskolc térképe a 16–17. században. A piros négyszögek a kapukat, a zöld vonalak a városon átvezető országutakat jelölik. Az utcanevek: 1 – Piac (Derék), 2 – Mészár, 3 – Fábián, 4 – Hunyad, 5 – Alsó piac, 6 – Papszer, 7 – Kandia, 8 – Újváros, 9 – Boldogasszony, 10 – Meggyesalja, 11 – Toronyalja

Miskolc kapui a városba be-, illetve kivezető utakon helyezkedtek el a város határainál. Ezek a kapuk ma már nincsenek meg, de utcák elnevezésében máig élnek a városban.

## Országutak
A Miskolcra vezető országutak hármas rendszere a középkorban alakult ki, és a kora újkor végéig nem is változott lényegesen. A délről, Csaba irányából érkező országút Miskolc belterületén ágazott két irányba. Nyugatra a Derék (Piac) utcából (ma Széchenyi István utca) nyílva, szántóföldek között vezetett a vár, illetve Diósgyőr felé. Az útnak ezt a szakaszát 1637-ben említi dokumentum, amint Nyíri Benedek birtoka mellett „délrűl az ország utya vagyon”. Az út városbeli másik, északi irányban leágazó szakasza a Piac utcát és az Újvárost érintve vezetett Szentpéter felé. Az út egyenes folytatása csak a 18. század végére alakult ki.
Miskolc ezeknek a fontos országutak találkozóhelyeként fontos szerepet töltött be, s ez a centrum jelleg az újkorban is megőrződött. Emiatt fordulhatott elő, hogy történelmileg fontos időpontokban (1526, 1541) két ízben is részországgyűléseket hívtak itt össze több megye és az öt felső-magyarországi szabad királyi város részvételével.

## Kapuk
Az országutak kapukon keresztül futottak be a városba, és fontos szerepük volt a város igazgatásában. Ezeknél szedték be például az áruvámot és a szőlődézsmát. Feljegyezték, hogy szüret idején a kapukhoz dézsmásokat állítottak, és a városba csak a szőlőhegyek dézsmaszékén lepecsételt hordókat lehetett bevinni. A kapuk mellett kocsmák nyíltak, amelyek a város nevezetes helyeinek számítottak.
- Szentpéteri kapu: Először 1562-ben említette egy adásvételi szerződés a Boldogasszony kaput a Besenyőre vezető útnál, ahonnan északi irányban Sajószentpéter felé lehetett eljutni. 1657-ben már Szentpéteri kapu néven említették.
- Győri kapu: 1562-ből származik a Diósgyőri kapu első említése, amint egy bizonyos gyümölcsös helyezkedik el mellette, és Diósgyőr felé néz.
- Csabai kapu: A délről Miskolcra bevezető út mentén állt a Csaba felőli kapu, amit 1618-ban említettek először egy zálogos levélben, mint Mindszenti kaput. Egy 1685-ös feljegyzés szerint már Csabai kapu volt a neve, 1686-ban pedig feljegyezték, hogy Török István hajdúi ezen a kapun át törtek rá a városra.
- Fábián kapu, Meggyesalja kapu: Ezek a kapuk nem országút mentén, hanem a belterületeken helyezkedtek el, és a földek, gyümölcsösök felé vezettek. 1624-ből, illetve 1696-ból van róluk adat.
- Zsolcai kapu: Csak a 18. században jött létre, a kassai országút fontosságának növekedése miatt. 1742-ben már állt, mert a városbíró számadásában szerepel, hogy „…a város Zsolcai kapujába két strázsa állíttatik”. 1785-ben a mellette álló Füzéry István korcsmájáról feljegyezték, hogy „gyanús személyek” tartózkodtak benne.
- Sötétkapu: Az egyetlen ma is meglévő kapu, amely az 1950-es években kapta mai kinézetét. Belső kapu volt, a 18. században épült, Czinczifa Ádám görög kereskedő jóvoltából. A Piac utcára vezetett, a Papszer felé ágazó csabai országút ezen keresztül (is) érkezett a városba.

A miskolci kapuknak védelmi szerepük nem volt, annál inkább jelképezték a város integritását. Amikor katonaság szállt meg a városban, katonai őrhelyként is funkcionáltak. Miskolc körül nem voltak városfalak, de könnyű sánccal és árokkal körül volt véve. Erről egy 1656-os okirat számol be „a város falain avagy árkán kívüli pincék” kapcsán. A palánk magas, fagerendákkal erősített két vesszőfonat közé döngölt agyagból állt, amit kívül betapasztottak. Előtte árkot alakítottak ki. A kuruc időkben felújították, és ekkor már gyakorlatilag teljesen körbe vette a várost.
A kapuk neve utca- és városrésznévként a mai napig fennmaradt, létezik Szentpéteri kapu, Zsolcai kapu, Csabai kapu, Győri kapu nevű városrész, melyeknek legfőbb útját is így hívják.